# Батакес
Батакес (исп. Batáquez, также Эстасьон-Батакес и Эхидо-Монтеррей, исп. Estación Batáquez, Ejido Monterrey) — город в муниципалитете Мехикали в мексиканском штате Нижняя Калифорния. На 2010 год в Батакесе жило 1121 человек.

## История
В 1904 году компания Southern Pacific получила разрешение на строительство железной дороги из Сан-Диего в Юму. Железная дорога переходила мексиканскую границу, пересекая Мехикали, затем шла к Лос-Альгодонес, и оттуда снова шла в США, на этот раз в Юму в штате Аризона.
Дорога была известна как Интеркалифорния (англ. Intercalifornia), но местные звали её Эль-Чинеро (исп. El Chinero), что переводится с испанского языка как «китайский». Всё потому, что частыми пользователями дороги были местные китайские иммигранты, которые ездили на поездах с одного ранчо на другое, работая в земледельческом секторе в деревнях в гораздо больших количествах, чем мексиканцы.
На железной дороге в Мексике возникли станции, вокруг которых и начали разрастаться городки, а Батакес — один из них. Одно из его названий, Эстасьон-Батакес, переводится с испанского как «станция Батакес». Другие станции — Паскуалитос, Сесбания, Кукапа, Польвора, Хечисера, Паредонес и Куэрвос.

## Климат
Согласно системе классификации климатов Кёппена, в Батакесе аридный климат (BWh).
| Показатель                    | Янв. | Фев. | Март | Апр. | Май  | Июнь | Июль | Авг. | Сен. | Окт. | Нояб. | Дек. | Год  |
| ----------------------------- | ---- | ---- | ---- | ---- | ---- | ---- | ---- | ---- | ---- | ---- | ----- | ---- | ---- |
| Средний суточный максимум, °C | 21,4 | 24   | 26,7 | 31,4 | 36,2 | 40,7 | 42,1 | 41,4 | 39,1 | 34   | 26,7  | 21,8 | 32,1 |
| Средний суточный минимум, °C  | 13,3 | 15,3 | 17,7 | 21,6 | 25,3 | 29,7 | 33   | 32,8 | 29,6 | 24,2 | 18,1  | 13,8 | 22,9 |
| Норма осадков, мм             | 9    | 4    | 2    | 2    | 0    | 0    | 3    | 9    | 5    | 8    | 3     | 7    | 52   |

## Население
На 2010 год в Батакесе жило 1121 человек. Из них — 532 мужчины и 589 женщин. Фертильность — 2,32 рождений на женщину.
24,71 % людей происходит из-за пределов штата Нижняя Калифорния. 2,85 % жителей неграмотны (2,44 % мужчин и 3,23 % женщин).